# ルーカス・ロベルトーネ
ルーカス・ガストン・ロベルトーネ（Lucas Gastón Robertone、1997年3月18日 - ）は、アルゼンチン・コンコルディア出身のサッカー選手。UDアルメリア所属。ポジションはミッドフィールダー。

## クラブ経歴
2011年にCAベレス・サルスフィエルドの下部組織へ加入すると、2016-17シーズンに同クラブのトップチームデビューを飾った。翌シーズンから次第に出番を掴み始めると、2018-19シーズンにはレギュラーに定着。リーグ戦23試合で5ゴールを挙げた。
2020年10月1日、渡西してUDアルメリアと5年契約を結んだ。